# Klara Aschrafjan
Klara Sarmairowna Aschrafjan (russisch Клара Зармайровна Ашрафян; * 15. September 1924 in Jerewan; † 7. August 1999 in Moskau) war eine sowjetische bzw. russische Indologin armenischer Herkunft.

## Leben
Aschrafjans Vater Sarmair Andrejewitsch Aschrafjan war ukrainischer bzw. armenischer Parteifunktionär und Regierungsbeamter und wurde während des Großen Terrors 1936 zusammen mit seiner Frau verhaftet. Darauf lebte die Tochter bei Verwandten in Moskau.
Aschrafjan studierte an der Universität Moskau (MGU) in der Historischen Fakultät mit Abschluss 1947. Es folgte die dreijährige Aspirantur am Institut für Orientstudien der Akademie der Wissenschaften der UdSSR (AN-SSSR, seit 1991 Russische Akademie der Wissenschaften (RAN)). Sie verteidigte dort 1950 ihre Dissertation über den Zerfall des Reichs Schah Naders (1736–1747) mit Erfolg für die Promotion zur Kandidatin der historischen Wissenschaften.
Darauf arbeitete Aschrafjan als Redakteurin des Bulletins für ausländische Literatur der Fundamentalbibliothek für Gesellschaftswissenschaften (FBON) der AN-SSSR.
Ab 1955 war Aschrafjan wissenschaftliche Mitarbeiterin des Instituts für Orientstudien. Ihr Forschungsschwerpunkt war die mittelalterliche Geschichte Indiens, insbesondere die Geschichte des Wirtschaftssystems und der sozialen Verhältnisse im Sultanat von Delhi. Sie wurde 1966 zur Doktorin der historischen Wissenschaften promoviert. Ab 1984 leitete sie den Sektor für Geschichte der Völker des Ostens des Instituts für Orientstudien.